# Lucio (album)
Lucio è il ventiseiesimo album in studio del cantautore italiano Lucio Dalla pubblicato il 28 novembre 2003.

## Tracce
1. Amore disperato – 4:30 – Duetto con Mina
2. Stelle nel sacco – 4:00
3. Prima dammi un bacio – 5:32
4. Ho trovato una rosa – 3:57
5. Per sempre, presente – 5:29
6. Per te – 3:52
7. Tu sa' chi'i' so – 3:55
8. Ambarabà Ciccicocò – 4:05
9. Putipù – 4:31
10. "Yesterday" o "Lady Jane"? – 4:08
11. Over the Rainbow – 7:20
12. Amore disperato – 4:07

## Formazione
- Lucio Dalla – voce e cori, tastiera e clarino
- Chicco Gussoni, Elio De Cuba – chitarra
- Beppe D'Onghia, Julian Oliver Mazzariello – pianoforte
- Roberto Costa – basso, cori, tastiera, armonica
- Marco Formentini – chitarra acustica, elettrica e classica, ukulele
- Angelo Messini – chitarra classica
- Roberto Gualdi – batteria
- Gionata Colaprisca – percussioni
- Giovanni Tommaso – contrabbasso
- Olen Cesari, Aton Berovski – violino
- Stefano Di Battista – sax
- Iskra Menarini, Nicky Nicolai, Paolo Piermattei – cori

## Classifiche

### Classifiche settimanali
| Classifica (2003) | Posizione massima |
| ----------------- | ----------------- |
| Italia            | 3                 |

### Classifiche di fine anno
| Classifica (2003) | Posizione |
| ----------------- | --------- |
| Italia            | 73        |